# Jubzang Jubzang
Jubzang Jubzang (ur. 7 maja 1971) – bhutański łucznik, olimpijczyk.
Wziął udział w Letnich Igrzyskach Olimpijskich 1992 w Barcelonie, gdzie odpadł w rundzie wstępnej. Zdobył 1221 punktów i zajął 63. miejsce (w stawce 75 zawodników). W zawodach drużynowych Bhutan zajął ostatnie 20. miejsce (skład: Jubzang Jubzang, Karma Tenzin, Pema Tshering).
Brał także udział w dwóch kolejnych igrzyskach olimpijskich. W 1996 w Atlancie, w której zawodnicy rywalizowali już bezpośrednio między sobą, zmierzył się w 1/32 finału z Ukraińcem Stanisławem Zabrodskim, z którym nieznacznie przegrał. Ostatecznie zajął 48. miejsce wśród 64 zawodników. Na swoich ostatnich igrzyskach (Sydney 2000) zmierzył się w 1/32 finału z Belgiem Nico Hendrickxem, z którym przegrał. Pomimo porażki osiągnął najlepszy wynik w swoich indywidualnych startach olimpijskich (43. pozycja).
Jubzang trzykrotnie pełnił funkcję chorążego reprezentacji Bhutanu podczas ceremonii otwarcia igrzysk (1992, 1996, 2000).